# Azerbajdzjansk manat
Azerbajdzjansk manat är den officiella valutan i Azerbajdzjan. Valutakoden är AZN och symbolen är ₼. En manat delas in i 100 qəpik. Manaten har en komplex historik med flera olika utgåvor sedan dess introduktion.

## Historik

### Första manaten (1919–1923)
Den första manaten introducerades 1919 av den dåvarande Azerbajdzjanska demokratiska republiken. Denna valuta användes fram till 1923, då Azerbajdzjan blev en del av Sovjetunionen och den sovjetiska rubeln blev den officiella valutan.

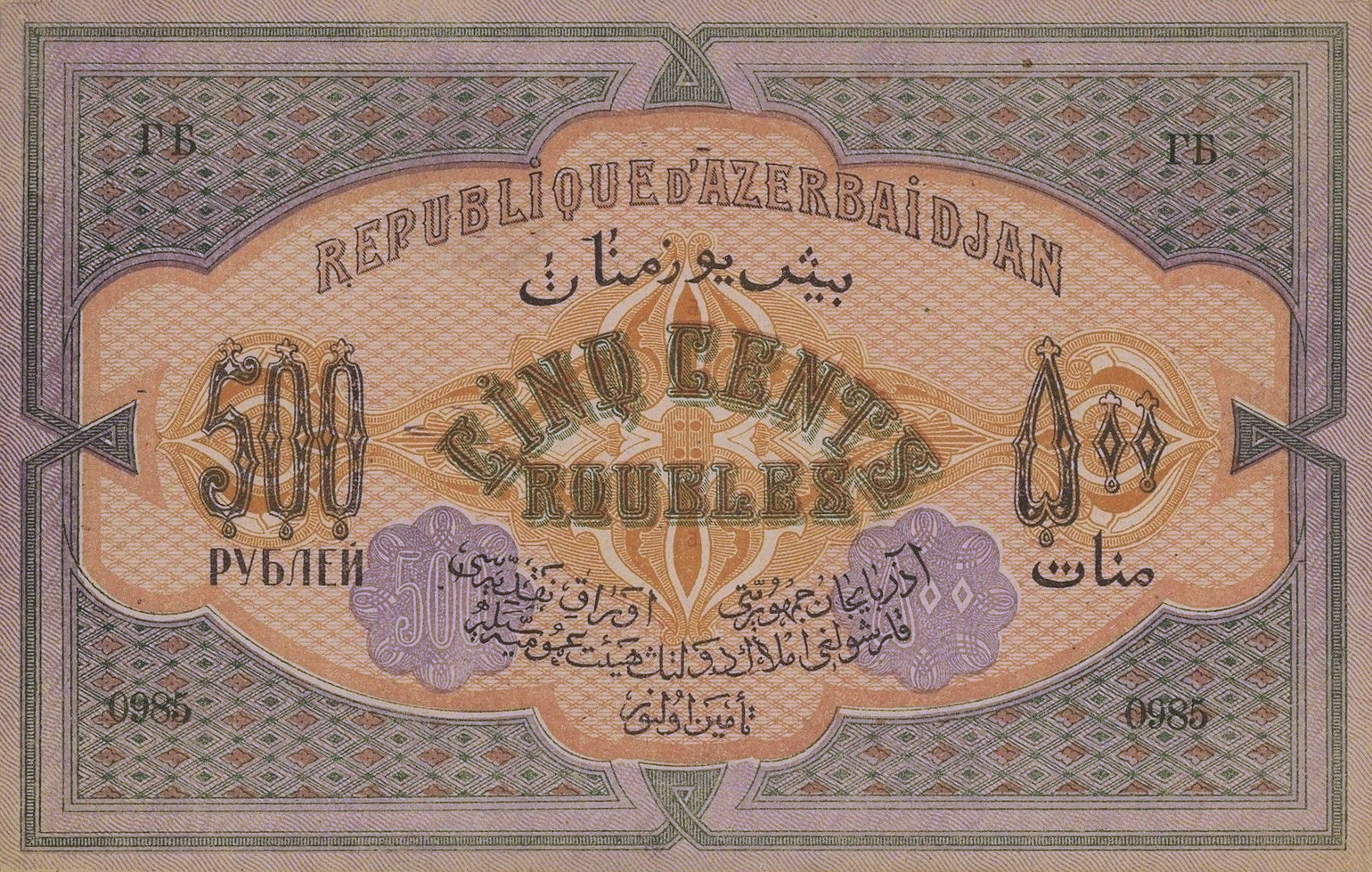
Första manaten introducerades 1919

### Andra manaten (1992–2006)
Efter Sovjetunionens upplösning och Azerbajdzjans självständighet 1991, introducerades den andra manaten den 15 augusti 1992. Denna valuta ersatte den sovjetiska rubeln och användes fram till 2006. Under denna period upplevde Azerbajdzjan hög inflation och ekonomisk instabilitet, vilket ledde till flera devalveringar av manaten.

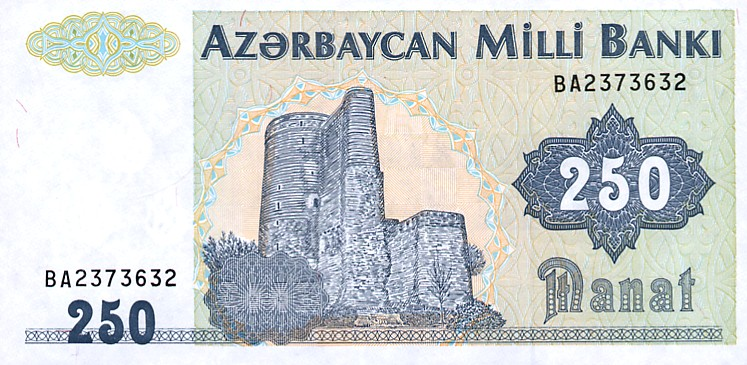
Andra manaten introducerades 1992

### Nuvarande manaten (2006–)
Den nuvarande manaten introducerades den 1 januari 2006. Den nya valutan ersatte den gamla manaten med en omvandlingskurs på 1 ny manat = 5000 gamla manat. Denna reform genomfördes för att stabilisera ekonomin och minska inflationen. Sedan dess har manaten varit relativt stabil och har blivit en viktig del av Azerbajdzjans ekonomi.

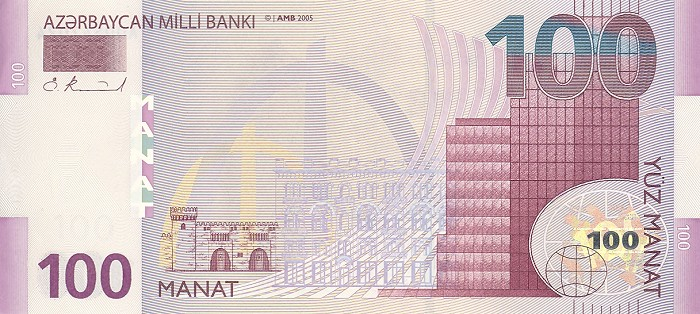
Nuvarande manaten introducerades 2006

## Utseende

### Mynt
Manaten finns i olika myntvalörer, inklusive 1, 3, 5, 10, 20 och 50 qəpik, samt 1 manat. Mynten har olika motiv, inklusive nationella symboler, historiska platser och kända personer från Azerbajdzjan.

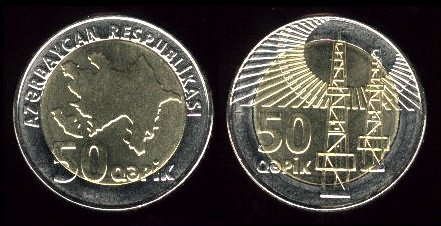
Azerbajdzjanska manatmynt

### Sedlar
Sedlarna finns i valörerna 1, 5, 10, 20, 50, 100 och 200 manat. Sedlarna har olika färger och motiv, inklusive porträtt av kända azerbajdzjanska personer, historiska platser och nationella symboler. Sedlarna är utrustade med säkerhetsfunktioner som vattenmärken, hologram och mikrotext för att förhindra förfalskningar.

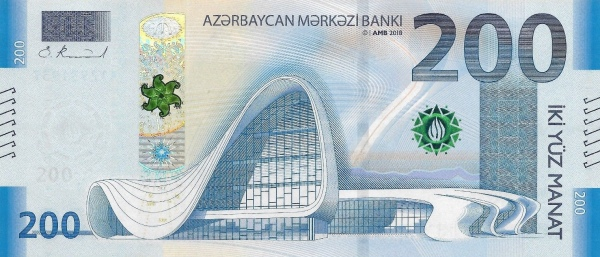
Azerbajdzjanska manatsedlar

## Användning

### Inom Azerbajdzjan
Manaten är den officiella valutan i Azerbajdzjan och används för alla typer av transaktioner inom landet. Valutan används för att betala löner, köpa varor och tjänster, samt för att betala skatter och avgifter. Manaten är också en viktig del av den azerbajdzjanska ekonomin och spelar en central roll i landets finansiella system.

### Internationellt
Manaten är inte en av de mest handlade valutorna på den internationella valutamarknaden, men den används i internationella transaktioner som involverar Azerbajdzjan. Valutan kan växlas i många länder och är accepterad som betalningsmedel i vissa internationella affärer.

## Ekonomisk stabilitet

### Inflation
Sedan introduktionen av den nuvarande manaten 2006 har Azerbajdzjan upplevt en relativt stabil ekonomi med låg inflation. År 2022 var inflationen 2.8%, vilket är en av de lägsta nivåerna i regionen. Den låga inflationen har bidragit till en stabil ekonomi och förbättrat levnadsstandarden för landets invånare.

### Valutakurs
Manaten har varit relativt stabil i förhållande till andra valutor, särskilt den amerikanska dollarn och euron. Azerbajdzjans centralbank har spelat en viktig roll i att upprätthålla valutans stabilitet genom att använda olika ekonomiska verktyg och politik.